# 小町湯
小町湯（こまちゆ）は、北海道小樽市信香町にかつて存在した銭湯。
営業期間は120年以上に及び、北海道内最古の銭湯と呼ばれた。

## 概要
21世紀時点での建物は1932年（昭和7年）竣工。正面の看板建築の背後は、和風の造りとなっている。
1983年（昭和58年）に井戸掘りの最中に温泉の掘削に成功しその後別の所有地でも温泉を掘り当て、やや熱めに加温して用いていた。ボイラーの燃料には廃材を利用していた。また2011年まで営業していた小樽港フェリーターミナル内の浴場施設「展望温泉パノラマ」にも本銭湯の温泉を週40トン供給していた。
男湯と女湯の双方に、大小2つに分かれたタイル張りの浴槽が設けられていた。主浴槽の最深部は約1mの水深があり、子供が溺れかけた事もあったという。
また脱衣所では、1960年代に作られたマッサージ機や古めかしい体重計が、最後まで現役で使われていた。

## 歴史
1877年（明治10年）ごろの地図には、現地に「湯屋」の記載があるため、もともと銭湯があったとみられる。
1900年（明治33年）に初代経営者が銭湯を買い取り、「小町湯」として事業を始めた。
1980年（昭和55年）ごろは周辺の人口も多かったため、1日の利用客が約200人を数え、にぎわっていた。
2021年（令和3年）でも平日で1日50人、休日には1日100人ほどが利用していた。しかし経営は苦しく、老朽化でボイラーの破損や水漏れが相次ぎ、営業の継続には多額の改修費が必要となったことから、同年10月24日をもって閉業。
その後NPO法人小樽民家再生プロジェクトが再活用を呼びかけたものの借り手は決まらず鍵付きの下駄箱を備えた高さ160cmの番台が北海道博物館で保存された他体重計や風呂桶を他の銭湯等の希望者が引き取った後、翌年秋に解体された。